# Ouya

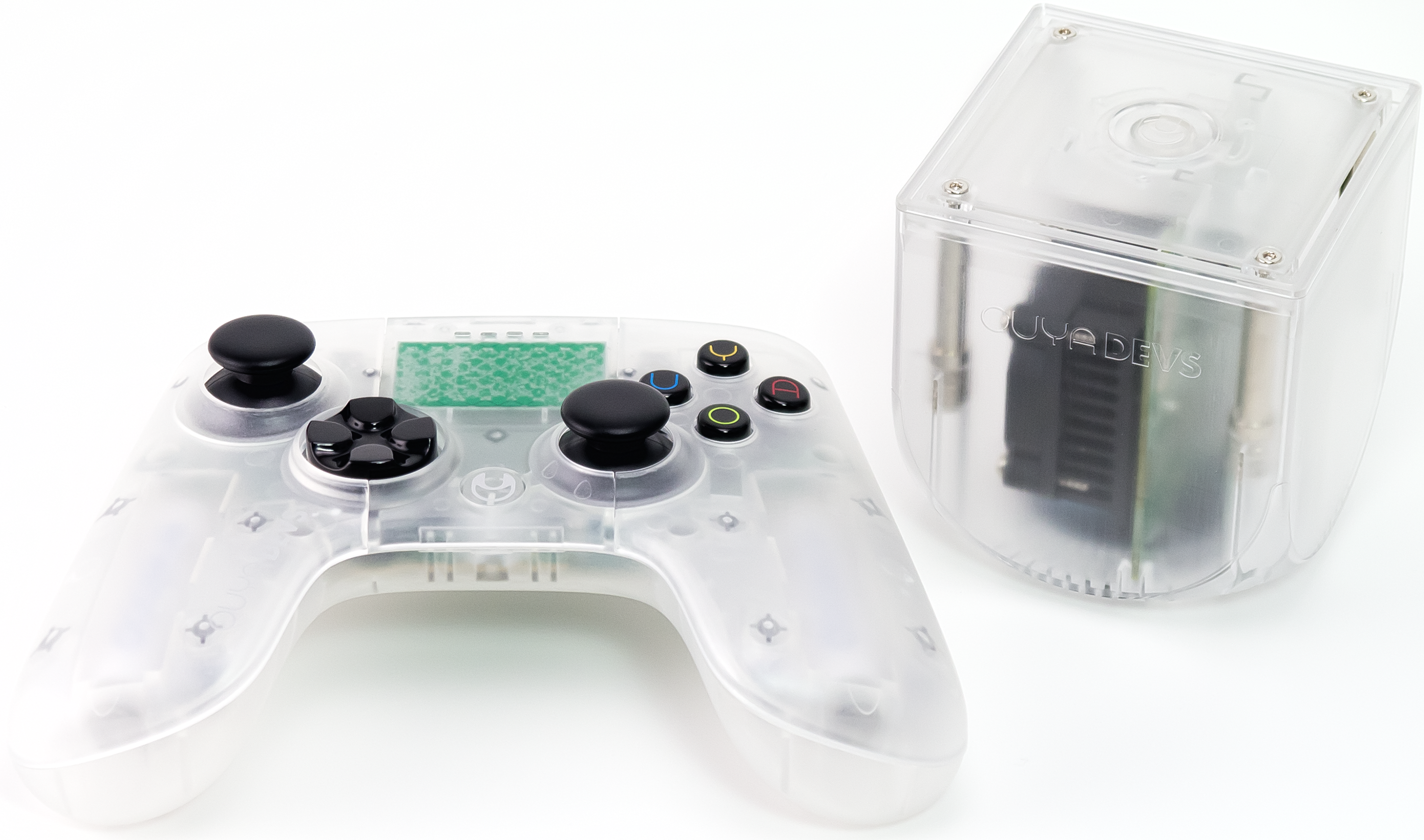
Il controller e la console (versione per sviluppatori)

Ouya (registrata come OUYA e pronunciata /ˈuːjɑː/ - "ùia") è una console progettata con tecnologie open source utilizzando il sistema operativo per dispositivi mobili Android.
È un progetto fondato da Julie Uhrman, amministratore delegato di Ouya Inc. (precedentemente nota come Boxer8), che ebbe l'idea di finanziare lo sviluppo tramite Kickstarter, raggiungendo un totale di 8 milioni di dollari di finanziamenti. La Uhrman ha collaborato insieme al designer Yves Béhar per portare sul mercato questa console. Il lancio della console è avvenuto il 25 giugno 2013. Sul mercato italiano la console è in vendita dal 13 novembre 2013.. Nonostante la fortunata campagna su Kickstarter, le vendite dell'Ouya sono state scarse, causando problemi finanziari per Ouya Inc. e costringendo la società ad abbandonare il business. Le sue risorse software sono state vendute a Razer, che ha annunciato l'interruzione della console di Ouya a luglio 2015. L'Ouya è stata considerata infine come un fallimento commerciale.

## Storia
Ouya è stata presentata il 3 giugno 2012 come una nuova console da salotto, guidata dall'amministratore delegato di Boxer8, Julie Uhrman. Il 10 giugno, Ouya ha iniziato una campagna per testare quante persone fossero interessate nel progetto. Boxer8 ha confermato di avere un prototipo funzionante con software e interfaccia utente in lavorazione e che avrebbe provveduto ad un portale interno a Ouya per la distribuzione di giochi. Il prototipo e la iniziale console si appoggiavano a Android 4.1. Essa include un chip Nvidia Tegra 3 e un prezzo di $99 ($95 per 1000 "early birds" della Campagna Kickstarter).
L'obiettivo di raccolta fondi di Kickstarter è stato raggiunto in 8 ore. Secondo Kickstarter, nel raggiungimento del suo obiettivo, Ouya ha stabilito il record per la migliore prestazione nel primo giorno di tutti i progetti mai ospitati dal sito. Nelle prime 24 ore il progetto ha attratto un finanziatore ogni 5.59 secondi. Ouya è diventato l'ottavo progetto nella storia di Kickstarter ad ottenere più di un milione di dollari, e il più veloce nel farlo. Il 31 gennaio 2014, una nuova versione nera di Ouya è stata rilasciata con doppio spazio e nuovo design del controller. Nel novembre 2014, Ouya ha pubblicato il suo 1000º gioco. Nel gennaio 2015, Ouya ha ricevuto un investimento di 10 milioni di dollari da Alibaba con la possibilità di aggiungere alcune delle tecnologie Ouya nel set-top box di Alibaba. Infine, i server della console, che alimentavano il market interno e i giochi in multiplayer supportati dalla macchina, sono stati spenti definitivamente nel giugno 2019.

## Caratteristiche
Ouya presenta un esclusivo negozio online con applicazioni e giochi sviluppati specificamente per il sistema Ouya. La console usa una versione modificata di Android "Jelly Bean", volutamente facile da sviluppare e modificabile da tutti gli utenti. Il design della console permette anche una facile apertura della stessa, con il semplice aiuto di un cacciavite. Tutti i sistemi sono kit di sviluppo, consentendo a qualsiasi possessore di Ouya di essere anche sviluppatore, senza il bisogno di licenze o spese di pubblicazione.
Tutti i giochi dovevano inizialmente avere almeno una porzione free to play (come ad esempio demo, con singoli aggiornamenti alla versione completa o micro-transazioni durante i giochi), un modello adottato anche da giochi come League of Legends, Team Fortress 2, Triple Town e molti altri. Questa caratteristica è stata in seguito resa facoltativa.
È supportato sin dal lancio della console il servizio di distribuzione di videogiochi OnLive.
Il 20 dicembre 2013, tramite il proprio profilo twitter, OUYA ha presentato la versione bianca della console e quella trasparente per gli sviluppatori.
Alla fine di giugno 2014 OUYA ha ufficialmente 842 giochi scaricabili, mentre il 24 novembre 2014 raggiunge quota 1000 giochi.
Il 1º luglio 2014 OUYA rilascia All-Acces Pass al costo di 59,99 $, per poter scaricare più di 800 giochi gratuitamente.

## Specifiche tecniche

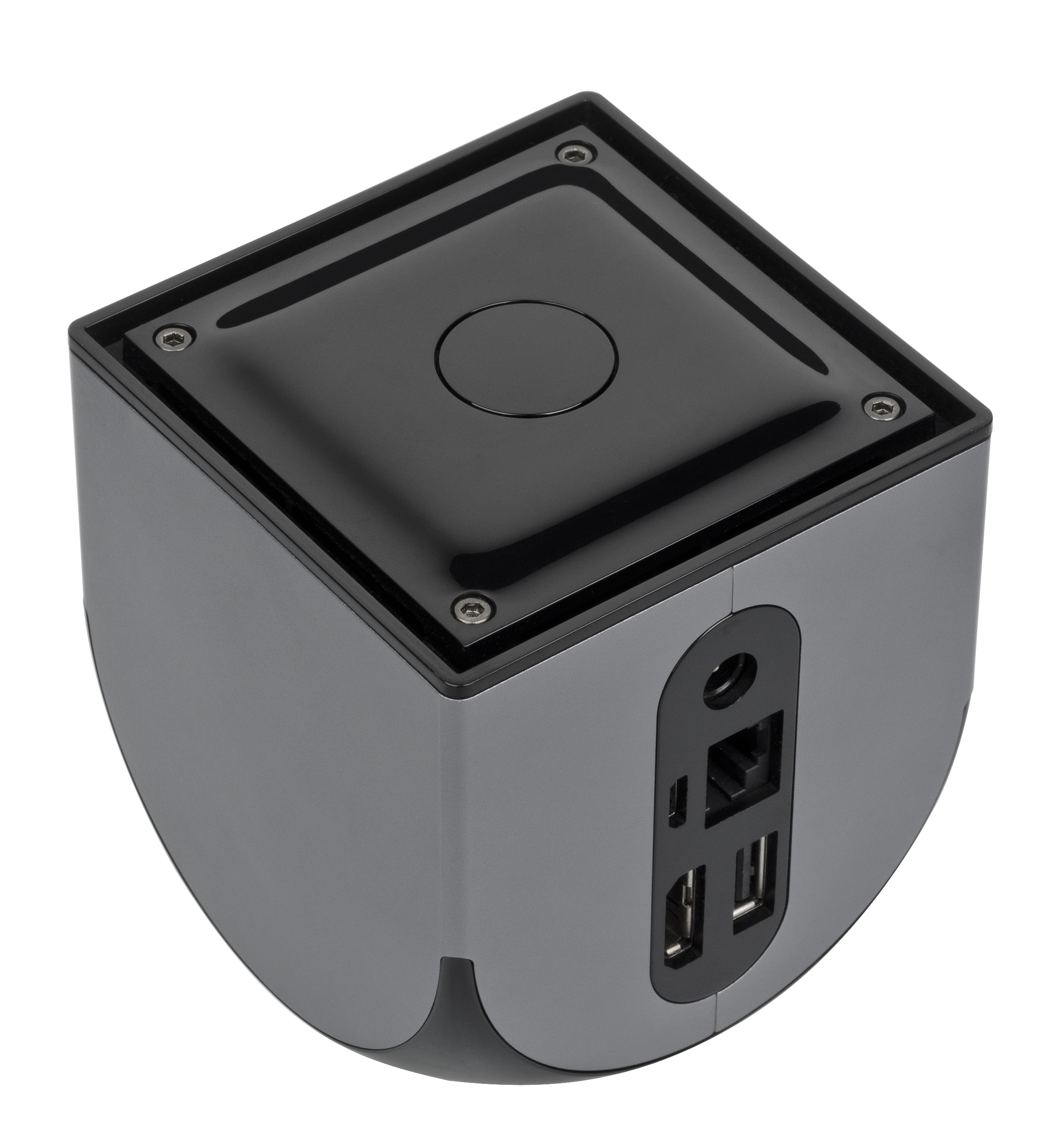
Ouya vista da dietro con tutte le porte fisiche

Ouya è un cubo di 75-millimetri (2.95-inch) progettato per essere usato con una TV come display tramite una connessione HDMI. La confezione contiene un singolo controller wireless, ma può utilizzare controller multipli. I giochi sono disponibili con la distribuzione digitale, o possono essere side-loaded.
- SoC Nvidia Tegra 3 T33-P-A3
  - CPU quad core 1.7 GHz ARM Cortex-A9 MPCore (architettura ARMv7-A)
  - GPU Nvidia GeForce ULP @ 520 MHz (12.48 GFLOPS)
- 1 GB RAM DDR3 (condivisa tra CPU e GPU)
- Memoria flash interna da 8 GB
- Connessione HDMI alla TV, con supporto a video 1080p HD
- Wi-Fi 802.11 b/g/n
- Porta Ethernet
- Bluetooth LE 4.0
- Una porta USB 2.0
- Una porta Micro USB (per connettere la console al PC)
- Un connettore coassiale per l'alimentazione 12V 1,5A (OD 5,50 mm, ID 2,10 mm con polo positivo al centro)
- Controller wireless con due stick analogici, d-pad, otto pulsanti azione, un pulsante di sistema, un touchpad da 3" (è possibile utilizzare i controller per Xbox 360 e per PlayStation 3 se il gioco lo consente)
- Sistema operativo Android 4.1 "Jelly Bean" con launcher personalizzato.